# دورثي ثومبسون
دوروثي سيلين ثومبسون (بالإنجليزية: Dorothy Thompson) (9 يوليو 1893 - 30 يناير 1961) هي صحفية أمريكية ومذيعة إذاعية، وفي العام 1939 تم الاعتراف بها من قبل مجلة التايم على أنها تتوازى في التأثير مع إليانور روزفلت. وقد ذاع صيتها كأول صحفية أمريكية تُطرد من ألمانيا النازية في عام 1934 وكأحد الاعلاميات القليلات اللواتي عملن كمعلقات اخباريات في الإذاعة خلال الثلاثينيات. تعتبر من قبل البعض «السيدة الأولى للصحافة الأمريكية».

## حياتها وسيرتها المهنية
ولدت دوروثي ثومبسون في منطقة لانكستر، في ولاية نيويورك، عام 1893، وهي واحدة من بين ثلاثة أبناء لبيتر ومارغريت (غريرسون) ثومبسون. توفيت والدتها عندما كانت دوروثي في السابعة من عمرها (في أبريل 1901)، تاركة بيتر، وهو واعظ ميثوديست، لتربية أطفاله وحدهم. سرعان ما تزوج بيتر من جديد، لكن دوروثي لم تتصالح مع زوجته الجديدة، إليزابيث أبوت تومبسون. في عام 1908، أرسل بيترابنته دوروثي إلى شيكاغو للعيش مع شقيقتيه لتجنب المزيد من الصراع. هنا، التحقت دورثي بمعهد لويس لمدة عامين قبل أن تنتقل إلى جامعة سيراكيوز كطالبة جديدة. في سيراكيوز، درست السياسة والاقتصاد وتخرجت مع شهادة علمية في عام 1914. ولأنها حظيت بفرصة التعليم، على عكس العديد من النساء في ذلك الوقت، شعرت ثومبسون أن عليها التزامًا اجتماعيًا للنضال من أجل حق المرأة في الاقتراع في الولايات المتحدة، والذي أصبح قاعدة لمعتقداتها السياسية المتحمسة. بعد التخرج بفترة وجيزة، انتقلت ثومبسون إلى منطقة بوفالو، في ولاية نيويورك، وشاركت في حملة المطالبة بحق المرأة في الاقتراع. عملت هناك حتى عام 1920، عندما ذهبت إلى الخارج لمتابعة حياتها المهنية في مجال الصحافة.

### عملها الصحافي في أوروبا

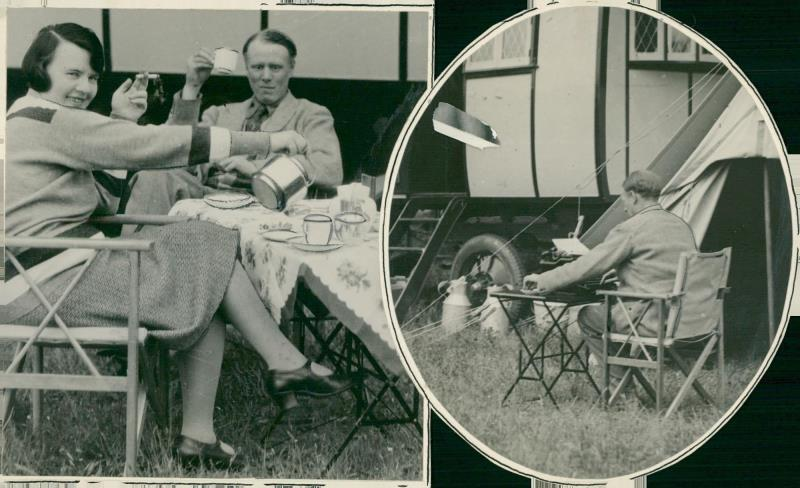
سنكلير لويس ودوروثي طومسون أثناء رحلة قافلة شهر العسل في إنجلترا عام 1928

بعد العمل من أجل حق المرأة في التصويت في الولايات المتحدة، انتقلت ثومبسون إلى أوروبا في عام 1920 لمتابعة حياتها المهنية في مجال الصحافة. كانت مهتمة بالحركة الصهيونية المبكرة. كانت ذروتها الاعلامية عندما زارت إيرلندا في عام 1920 إثر اجرائها مقابلة مع تيرنس ماكسويني - أحد القادة الرئيسيين لحركة شين فين - وقد كانت هذة المقابلة الاخيرة له قبل القبض عليه بعد أيام وتوفي بعد شهرين من ذلك. بسبب نجاحها في الخارج، تم تعيينها مراسلة اخبارية في فيينا لجامعة فيلادلفيا الجماهيرية. أثناء العمل في فيينا، ركزت طومسون على أن تجيد اللغة الألمانية. التقت وعملت مع المراسلين جون غونتر وجير جيدي. في عام 1925، تمت ترقيتها إلى رئيس دائرة أوروبا الوسطى لدفتر الأستاذ العام. استقالت في عام 1927، وبعد فترة وجيزة، عيّنتها صحيفة نيويورك بوست رئيسًا لمكتبها في برلين في ألمانيا. هناك شهدت مباشرة ظهور الحزب الوطني الاشتراكي أو النازي. وفقًا لسيرة سيرها بيتر كورث، كانت طومسون «ملكة بلا منازع في هيئة الصحافة الأجنبية، وهي أول امرأة ترأس مكتب أخبار أجنبي ذو أهمية».

## روابط خارجية
- دورثي ثومبسون على موقع الموسوعة البريطانية (الإنجليزية)
- دورثي ثومبسون على موقع مونزينجر (الألمانية)
- دورثي ثومبسون على موقع قاعدة بيانات برودواي على الإنترنت (الإنجليزية)
- دورثي ثومبسون على موقع إن إن دي بي (الإنجليزية)
- دورثي ثومبسون على موقع ديسكوغز (الإنجليزية)